# Maurizio Stecca
Maurizio Stecca (ur. 9 marca 1963 w Santarcangelo di Romagna) – włoski bokser kategorii koguciej, i piórkowej, złoty medalista letnich igrzysk olimpijskich  z Los Angeles  w kategorii koguciej. Po igrzyskach olimpijskich przeszedł na zawodowstwo.

## Kariera zawodowa
Pierwszą walkę zawodową stoczył 1 grudnia 1984 z Francisem Aparicio. Walkę wygrał przez techniczny nokaut w 3 rundzie. 28 stycznia 1989 stoczył walkę o mistrzostwo świata federacji WBO z Pedro Nolasco. Walkę wygrał przez techniczny nokaut w 6 rundzie. Tytuł stracił 11 listopada 1989 przegranej w 7 rundzie po walce z Louie Espinozą. Po raz drugi zdobył tytuł mistrza świata federacji WBO 26 stycznia 1991 po znokautowaniu w 5 rundzie Armando Juana Reyesa. Tytuł udało mu się obronić trzykrotnie. Tytuł stracił 16 maja 1992 po walce z Colinem McMillanem walkę przegrał przez decyzję sędziowską. Po utracie tytułu stoczył 7 walk. Karierę zakończył po zwycięstwie z Athosem Menegolą.